# 芒特维尔
芒特维尔（法語：Mentheville，法語發音：[mɑ̃tvil]）是法国滨海塞纳省的一个市镇，属于勒阿弗尔区。

## 地理
芒特维尔（49°41'28"N, 0°24'33"E）面积3.08 平方千米，位于法国诺曼底大区滨海塞纳省，该省份为法国北部沿海省份，其西部及北部濒大西洋英吉利海峡，东起顺时针与索姆省、瓦兹省、厄尔省和卡爾瓦多斯省接壤。
与芒特维尔接壤的市镇（或旧市镇、城区）包括：阿努维尔-维尔梅尼勒、贝克德莫尔塔涅、布雷特维尔-迪格朗科。

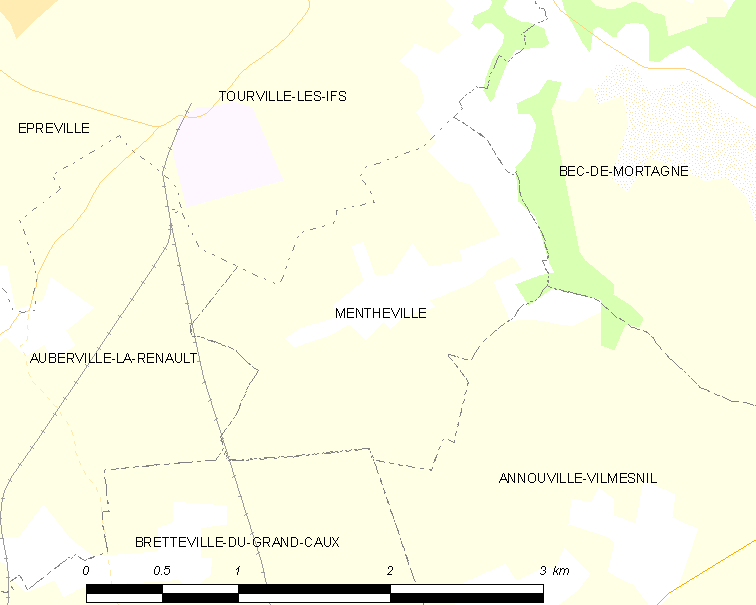
芒特维尔的OSM定位图

芒特维尔的时区为UTC+01:00、UTC+02:00（夏令时）。

## 行政
芒特维尔的邮政编码为76110，INSEE市镇编码为76425。

## 政治
芒特维尔所属的省级选区为圣罗曼-德科尔博斯克县。

## 人口

1962-2008年间芒特维尔人口变化图示

芒特维尔于2022年1月1日时的人口数量为301人。